# Leila Maatouk
Leila Maatouk , née le 24 octobre 1981, est une footballeuse internationale algérienne  jouant au poste de milieu de terrain.

## Biographie

### Carrière en club
Maatouk joue pour la Ain Benian (1997-1998) et F.C Casbah (1998-2004) et l'ASE Alger Centre (2004-) en Algérie.

### Carrière internationale
Leila Maatouk participe au championnat d'Afrique 2010 organisé en Afrique du Sud.